# إيه سي ميلان موسم 2011–12
كان موسم 2011–12 هو الموسم الـ113 في تاريخ إيه سي ميلان والموسم الـ78 للنادي في الدوري الإيطالي. بالإضافة إلى الدوري المحلي، يُشارك أي سي ميلان في نسخة هذا الموسم من كأس إيطاليا ودوري أبطال أوروبا.